# Nikołaj Dżawrow
Nikołaj Solomonowicz Dżawrow (Dżawriszwili), ros. Николай Соломонович Джавров (ur. ?, zm. po 1939) – rosyjski wojskowy (pułkownik), emigracyjny działacz kombatancki.
W 1911 r. ukończył szkołę wojskową w Kijowie. Służył jako młodszy oficer w lejbgwardii Pułku Piotrogradzkiego. Brał udział w I wojnie światowej, dochodząc do stopnia podpułkownika. W połowie lipca 1919 r. wstąpił do Armii Północno-Zachodniej gen. Nikołaja N. Judenicza. Na pocz. listopada tego roku objął na krótko dowództwo 1 Batalionu 10 Krasnogorskiego Pułku Piechoty. W grudniu został zastępcą dowódcy pułku. Po klęsce wojsk Białych skierowano go do Polski, gdzie w lutym 1921 r. w stopniu pułkownika został dowódcą 5 Pułku Strzeleckiego 3 Armii Rosyjskiej. Na emigracji pozostał w Polsce. Zaangażował się w działalność pułkowego stowarzyszenia.